# 烏羅什·斯帕伊奇
烏羅什·斯帕伊奇（1993年2月13日—）是一位塞爾維亞足球運動員。在場上的位置是中後衛。現效力中超联赛球隊北京国安。他也代表塞爾維亞國家足球隊參賽。

## 俱乐部生涯

### 贝尔格莱德红星
2010年10月27日，斯帕伊奇在塞尔维亚杯对阵查查克的比赛中完成贝尔格莱德红星一线队首秀。随后他被租借至红星队的卫星队——塞尔维亚第三级别联赛的索波特，并在2011-12赛季效力于此。回归红星队的最后一个赛季，他出场16次，展现出非凡潜力，逐渐崭露头角。

### 图卢兹
2013年5月29日，贝尔格莱德红星与图卢兹足球俱乐部达成协议，斯帕伊奇以150万欧元转会至法甲球队 。2013-14赛季首战对阵瓦朗谢讷的比赛中，斯帕伊奇上演图卢兹首秀。然而，队友斯特维·亚戈犯规送点后，裁判误将未参与犯规的他红牌罚下，成为争议一幕
。

### 安德莱赫特
2016年8月31日，斯帕伊奇以租借形式加盟比利时安德莱赫特，租期一个赛季。2016-17赛季末，斯帕伊奇正式转会至安德莱赫特。

### 克拉斯诺达尔&费耶诺德
2018年5月26日，斯帕伊奇与俄超球队克拉斯诺达尔签订五年合约 。2020-21赛季前，俄超实施单队外援名额限制（8人），斯帕伊奇因伤未在该赛季出场且未被注册。2020年9月15日，他以租借形式加盟费耶诺德至赛季结束。10月4日，他在客场4-1战胜威廉二世的比赛中完成首秀并打满全场。2022年1月21日，他与克拉斯诺达尔协商解约。

### 卡斯帕萨
2022年1月31日，斯帕伊奇转会至土超球队卡森帕沙。同年4月，他遭遇膝盖韧带重伤，缺席赛季剩余比赛及2022年世界杯。赛季结束后斯帕伊奇离开了球队。

### 回归红星
2022年12月，斯帕伊奇回归加盟母队贝尔格莱德红星，并签下三年合约。

### 北京国安
2025年2月18日，中超北京国安足球俱乐部宣布斯帕伊奇加盟该队。